# سفارة ألمانيا في النرويج
سفارة ألمانيا في النرويج هي أرفع تمثيل دبلوماسي لدولة ألمانيا لدى النرويج. تقع السفارة في أوسلو وهي تهدف لتعزيز المصالح الألمانية في النرويج.

## وصلات خارجية
- قائمة سفارات ألمانيا
- قائمة السفارات في النرويج